# Vistekjávrre
Vistekjávrre är en sjö i Arjeplogs kommun i Lappland som ingår i Piteälvens huvudavrinningsområde. Sjön har en area på 0,466 kvadratkilometer och ligger 932 meter över havet. Vistekjávrre avvattnas av Vistekjåhkå och vattnet fortsätter därefter genom Varvvekjåhkå och Piteälven innan det når havet,